# Satkania
Satkania (en bengali : সাতকানিয়া) est une upazila du Bangladesh dans le district de Chittagong. En 2011, on y dénombrait 384 806 habitants.